# Международно летище „Лос Анджелис“
Международното летище на Лос Анджелис (на английски: Los Angeles International Airport) е едно от най-големите летища в света по брой пътници (пътникопоток) и брой полети. Разполага с няколко международни и вътрешни терминала. Има 9 терминала със 132 гейта. Въпреки това по размери на терминалите отстъпва на няколко китайски летища, Токийското, лондонското „Хийтроу“ и мадридското летище „Барахас“.
Летището е разположено в квартала Уестчестър, на около 30 km от центъра на Лос Анджелис. Негов собственик и оператор е Los Angeles World Airports – правителствена агенция на Лос Анджелис. LAX покрива площ от 1400 хектара и разполага с 4 успоредни писти.
През 2019 г. летището обслужва 88 068 013 пътници, което го прави третото най-натоварено летище в света след Хартсфилд-Джаксън Атланта и Пекинското. Освен това, служи като хъб за повече авиолинии, отколкото кое да е друго летище в САЩ. То е основна дестинация за Air New Zealand, Allegiant Air, Norwegian Air Shuttle, Qantas, Southwest Airlines и Volaris.

## История
През 1928 г. градският съвет на Лос Анджелис заделя 260 хектара в южната част на Уестчестър за ново летище. Полетата с пшеница, ечемик и боб са превърнати в прашни писти без терминали. Летището е наречено Майнс в чест на Уилям Майнс – агентът на недвижими имоти, който урежда сделката. През 1929 г. е издигната първата постройка – Хангар номер 1, който в днешно време е включен в Националния регистър на историческите места на САЩ.
Към 1930 г. Майнс вече работи като летище, обслужващо Лос Анджелис, а градът го закупува като общинско летище през 1937 г. През 1941 г. е преименувано на Летище Лос Анджелис, а през 1949 г. – на Международното летище Лос Анджелис. По това време повечето полети се пренасочват от малките градски летища към LAX.